# Dicranopygium yacu-sisa
Dicranopygium yacu-sisa är en enhjärtbladig växtart som beskrevs av Gunnar Wilhelm Harling. Dicranopygium yacu-sisa ingår i släktet Dicranopygium och familjen Cyclanthaceae. Inga underarter finns listade.

## Bildgalleri

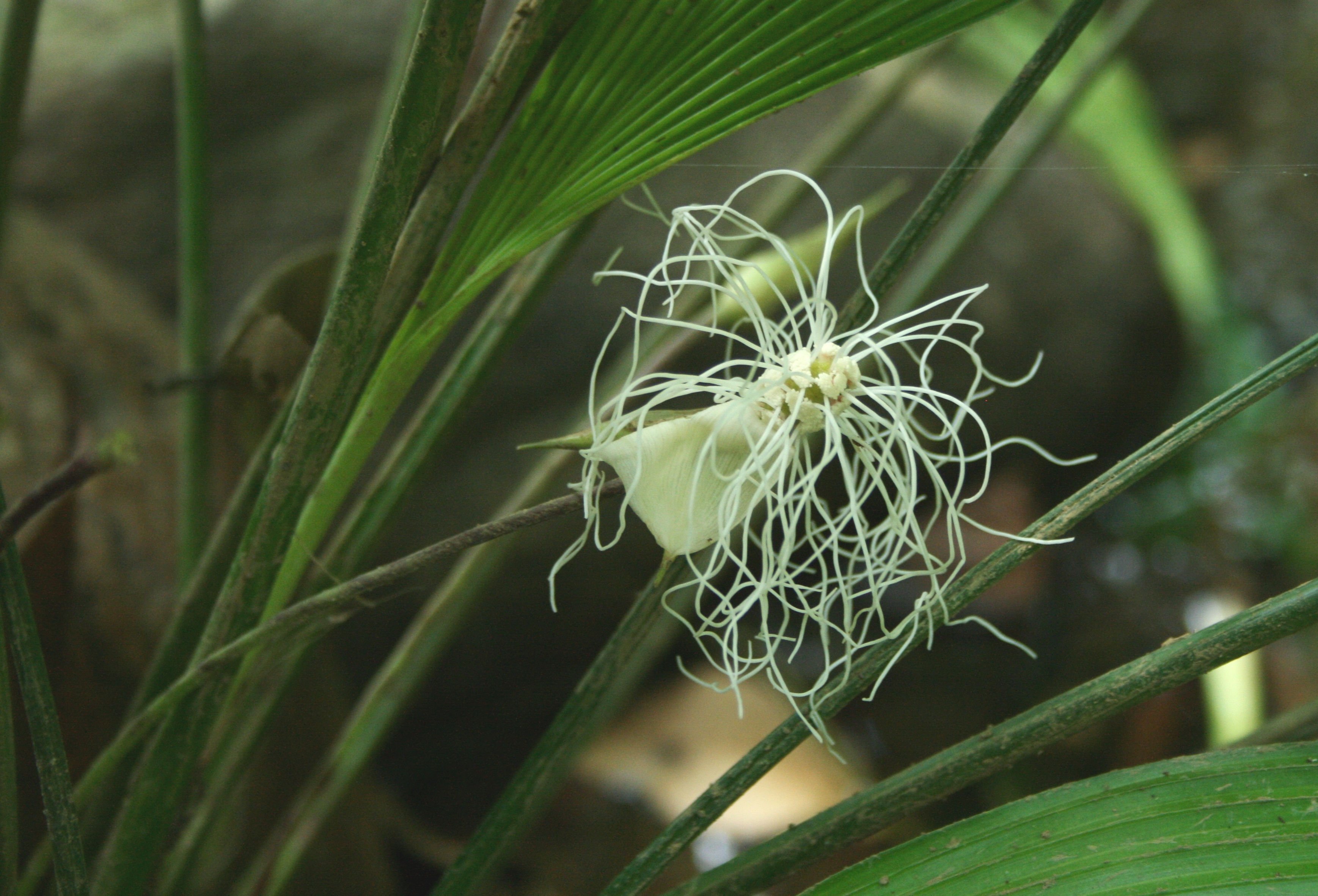
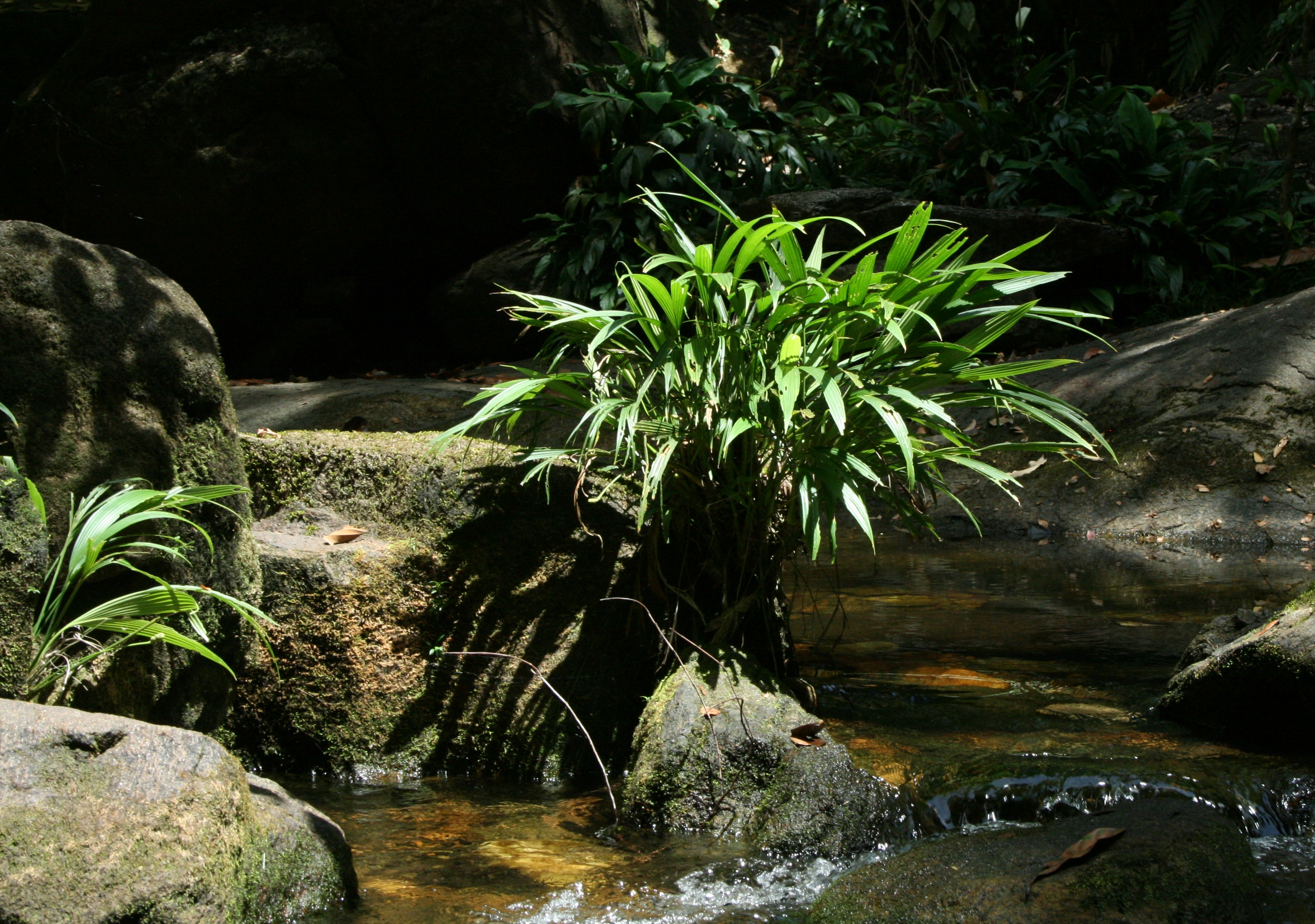